# Francis Mastin Wright
Francis Mastin Wright (* 14. Juli 1810 im Frederick County, Virginia; † 16. Januar 1869 in Urbana, Ohio) war ein US-amerikanischer Kaufmann und Politiker. Er war von 1856 bis 1860 Auditor of State von Ohio.

## Werdegang
Über Francis Mastin Wright ist nicht viel bekannt. Er wurde ungefähr zwei Jahre vor dem Ausbruch des Britisch-Amerikanischen Krieges geboren. Die Familie zog dann nach Ohio und ließ sich im Clark County nieder. Wright besuchte dort die Bezirksschulen. Er war zuerst in Springfield (Ohio) und später in Urbana (Ohio) als Kaufmann tätig. Zu jener Zeit gehörte er der Whig Party an. Er wurde im Champaign County zum County Auditor gewählt. In der Folgezeit trat er der Republikanischen Partei bei. 1855 kandidierte er für das Amt des Auditor of State von Ohio. Bei der folgenden Wahl im selben Jahr besiegte er den amtierenden Auditor of State William Duane Morgan, welcher der Demokratischen Partei angehörte. Wright bekleidete den Posten eine vierjährige Amtszeit lang. Er entschied nicht für eine zweite Amtszeit zu kandidieren. Nach dem Ende seiner Amtszeit kehrte er nach Urbana (Ohio) zurück. Präsident Abraham Lincoln ernannte ihn zum Internal Revenue Collector. Wright bekleidete den Posten bis zu seinem Rücktritt 1867. Seine Amtszeit war vom Bürgerkrieg überschattet.